# 158P/Коваля — LINEAR
Комета Коваля — LINEAR (158P/Kowal-LINEAR) — короткопериодическая комета из семейства Юпитера, которая была впервые обнаружена в августе 1979 года американским астрономом Чарльзом Ковалем, на фотоснимках, полученных 24 июля с помощью 1,20-метрового телескопа Шмидта Паломарской обсерватории. Комета обладает довольно коротким периодом обращения вокруг Солнца — чуть более 10,2 года.

Орбита кометы Коваля — LINEAR и её положение в Солнечной системе

Анализ архивных фотографий позволил обнаружить комету также на снимках 25 и 27 июля, но произошло всё это лишь спустя месяц после получения изображения. Поэтому, когда астрономы попытались вновь обнаружить комету, то это им так и не удалось, — расчёты параболической орбиты, выполненные британским астрономом Брайаном Марсденом и указывающие на дату перигелия 23 января 1978 года, оказались для этого слишком неточными. Марсден отметил высокую вероятность того, что комета является короткопериодической, что увеличивало возможную ошибку в расчётах до одного градуса.
В следующий раз комету обнаружили лишь в 2001 году, — она была зарегистрирована 12 сентября в рамках проекта LINEAR как слабый астероид с магнитудой 19,1 m и получила временное обозначение 2001 RG100. Впоследствии он был найден на более раннем снимке от 25 августа. В течение последующих двух лет она оставалась в этом статусе, пока 24 ноября 2003 года американский астроном А. Э. Глисон из обсерватории Китт-Пик, не получил с помощью 0,9-метрового телескопа изображение данного тела, на котором были выявлены признаки кометной активности: кома в 6 " угловых секунд в поперечнике и хвост в 18 " угловых секунд длиной. Следующей ночью в обсерватории Тейбл-Маунтин его коллегами был получен подтверждающий снимок, на котором размеры комы и хвоста оценивались в 4 " и 12 " угловых секунд соответственно. Вскоре были найдены более ранние снимки кометы, полученные в 1993 году обсерваторией Сайдинг-Спринг (23 сентября) и Паломарской обсерватории (11 ноября). Так что ко 2 декабря Сюити Накано смог связать эту комету с кометой Коваля 1979 года.

## Сближения с планетами
В течение XX и XXI века комета дважды подходила к Юпитеру на расстояние ближе, чем 1 а. е.
- 0,24 а. е. от Юпитера 10 августа 1936 года;
- 0,74 а. е. от Юпитера 24 июля 2022 года.